# Chiesa di San Lorenzo a Percenna
La chiesa di San Lorenzo a Percenna è un edificio sacro che si trova in località Percenna a Buonconvento.

## Descrizione
La chiesa di San Lorenzo si trova su uno dei tracciati dell'antica via Francigena, che a Buonconvento aveva una tappa molto importante. La chiesa sorge al termine di un sagrato costituito da un vialetto in laterizio e sebbene la facciata sia molto coperta da grandi piante, è tuttavia visibile la sua struttura con profilo a capanna, caratterizzata dalla presenza di un portale rettangolare e, poco sopra, un occhio circolare. Sul lato destro della facciata presenta un campanile a vela, mentre il paramento è in laterizio. Nel paramento murario esterno è riconoscibile il materiale di recupero, quale il poderoso architrave della porta d'ingresso con tracce di bassorilievi, forse una rappresentazione del Martirio di Santa Cristina, e numerosi conci di travertino, derivanti dalla demolizione dell'antichissima e cadente chiesa di Santa Cristina in Caio. 
L'interno è ad aula rettangolare coperta con capriate lignee, e si conclude in un'abside rettangolare voltata a botte affiancata da due piccole cappelline all'altezza del presbiterio. La muratura è intonacata, nella parte bassa presenta una decorazione di tipo grometrico. La pavimentazione è in cotto.
Sull'altare maggiore è esposta l'articolata macchina processionale settecentesca, in legno intagliato a volute, dorato e dipinto di un tenue celeste, che conteneva la tavola di Matteo di Giovanni con la Madonna col Bambino ed Angeli, oggi al Museo di arte sacra della Val d'Arbia a Buonconvento. Murata nella parete a sinistra si trova la lapide sepolcrale di Andrea Minucci.
Da questa chiesa proviene l'Ecce Homo di Rutilio Manetti oggi nello stesso museo di Buonconvento.